# 坂川鉄道
坂川鉄道（さかがわてつどう）は、かつて岐阜県恵那郡坂下町（現・中津川市）の新坂下駅と、恵那郡川上村（現・中津川市）の丸野駅を結んでいた鉄道路線（軽便鉄道）を運営していた鉄道事業者である。本社は岐阜県恵那郡川上村170番地にあった。
本項目では接続していた坂下森林鉄道・田立森林鉄道も併せて触れる。

## 保有路線
木曽川の支流川上川沿いに存在した。木材運搬を目的とした森林鉄道であるが、トロッコを利用して旅客営業が行なわれ、一日3往復程度運行されていた。丸野駅から先には坂下森林鉄道、途中駅の奥屋駅からは田立森林鉄道が接続していた。運営は川上村と宮内省（株式の過半を保有）が行なっていた。これは周辺の森林が神宮林（神宮備林）の一部であったことによる。

## 路線データ
廃止時
- 路線距離（営業キロ）：新坂下駅 - 丸野駅間 10.5 km
  - 旅客営業区間：新坂下駅 - 奥屋駅間 8.0 km
- 軌間：762 mm
- 駅数：6駅（起終点駅含む）
- 複線区間：なし（全線単線）
- 電化区間：なし（全線非電化）
  - 動力：蒸気、のち内燃併用
- 閉塞方式：タブレット閉塞式[1]

## 歴史
- 1924年（大正13年）
  - 6月21日 坂川鉄道に対し鉄道免許状下付（恵那郡坂下町-同郡川上村間 動力瓦斯）[2]
  - 8月4日 坂川鉄道株式会社設立（役員は川上村在住）[3][4]
- 1926年（大正15年）12月12日 坂川鉄道線 新坂下駅 - 丸野駅開通[5]
- 1928年（昭和3年） 内燃併用
- 1944年（昭和19年）12月1日 廃止[6]。林野局に譲渡され、坂下森林鉄道の一部となる
- 1956年（昭和31年） 坂下森林鉄道の旧坂川鉄道線区間廃止
- 1958年（昭和33年） 田立森林鉄道廃止
- 1961年（昭和36年） 坂下森林鉄道廃止[7]

鉄道用地取得では買上価格について地主と話がなかなかまとまらなかった。結局町の有力者が話し合いの席につくことにより決着をみた。しかしそのときの条件については口約束であったため廃線後に再燃したという。

## 駅一覧
新坂下駅 - 稲荷堂駅 - 上大門駅 - 森平駅 - 奥屋駅 - （貨）丸野駅
- 新坂下駅は国鉄中央本線坂下駅の東側にあった。
- 奥屋駅は濃飛バス夕森線「奥屋」バス停付近、丸野駅は夕森公園付近にあった。

## 接続路線
- 新坂下駅：国鉄中央本線（坂下駅）

## 輸送・収支実績
| 年度 | 乗客（人） | 貨物量（トン） | 営業収入（円） | 営業費（円） | 益金（円） | その他損金（円） |
| ---- | ---------- | -------------- | -------------- | ------------ | ---------- | ---------------- |
| 1927 | 26,124     | 7,831          | 21,242         | 17,740       | 3,502      |                  |
| 1928 | 19,236     | 8,723          | 20,997         | 17,708       | 3,289      |                  |
| 1929 | 22,432     | 11,269         | 26,468         | 26,478       | ▲ 10       |                  |
| 1930 | 9,852      | 7,337          | 17,299         | 16,641       | 658        |                  |
| 1931 | 7,562      | 8,526          | 17,415         | 13,540       | 3,875      |                  |
| 1932 | 11,858     | 6,999          | 14,489         | 12,900       | 1,589      |                  |
| 1933 | 14,072     | 11,265         | 23,895         | 14,309       | 9,586      |                  |
| 1934 | 12,150     | 6,199          | 14,505         | 14,336       | 169        |                  |
| 1935 | 12,548     | 12,817         | 26,651         | 16,340       | 10,311     |                  |
| 1936 | 10,948     | 4,470          | 10,864         | 16,334       | ▲ 5,470    | 85               |
| 1937 | 14,915     | 7,115          | 15,710         | 15,572       | 138        |                  |
| 1939 | 17,663     | 8,402          |                |              |            |                  |
| 1941 | 22,722     | 10,097         |                |              |            |                  |
| 1943 | 26,746     | 10,573         |                |              |            |                  |

- 鉄道統計資料、鉄道統計、国有鉄道陸運統計各年度版

## 車両
ドイツコッペル社製の蒸気機関車2両（1・2）を使用していた。山林地帯の為、火の粉が煙突から出ないように、煙突に特徴があった。廃線後は田立森林鉄道で使用され1952年（昭和27年）に廃車された。

## 現在

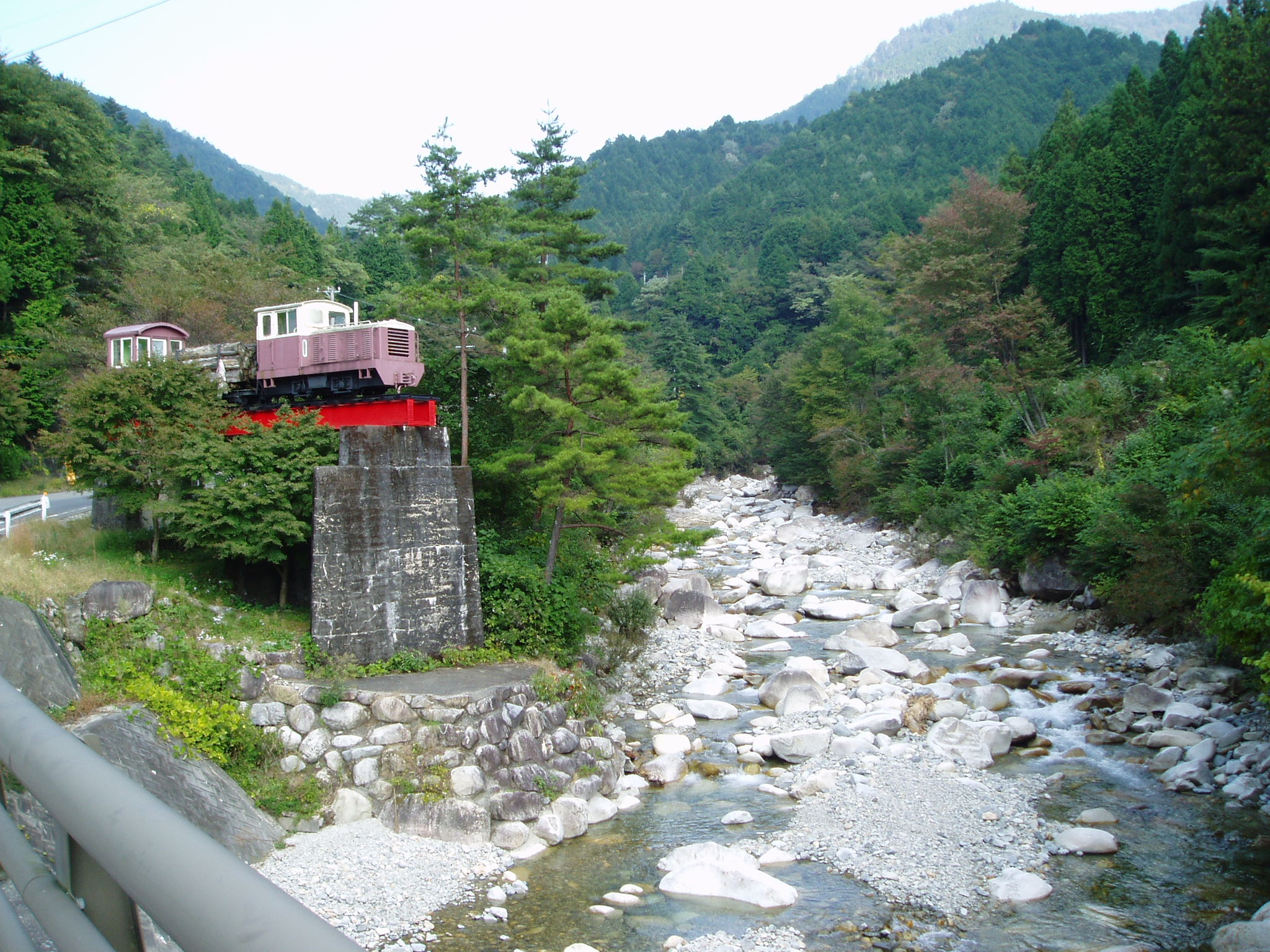
中津川市川上付近。一部保存された坂川鉄道の橋梁（2011年10月撮影）

- 濃飛バス夕森線が、坂川鉄道の路線に該当する。
- 終点の丸野駅付近の夕森公園には、当時の橋梁の一部が保管され、ディーゼル機関車と貨車が保管されている。ただし車両は当地で使用されたものではなく、長野県の森林鉄道の車両である。

## 坂下森林鉄道
坂川鉄道の丸野駅から先、奥三界岳の麓に延びていた森林鉄道。長野営林局坂下営林署が運営していた。

### 歴史
- 1926年（大正15年） 開業 (8.7 km)
- 1944年（昭和19年） 坂川鉄道の廃止に伴い路線を継承、路線距離は19.2 km
- 1956年（昭和31年） 旧坂川鉄道の区間を廃止し路線縮小
- 1961年（昭和36年） 全線廃止

## 田立森林鉄道
坂川鉄道の奥屋駅から先、岐阜県と長野県境の川上峠（長野県西筑摩郡田立村。現・木曽郡南木曽町）に延びていた森林鉄道。長野営林局坂下営林署が運営していた。

### 歴史
- 1933年（昭和8年） 開業 (2.1 km)
- 1958年（昭和33年） 廃止

## その他
- 坂川鉄道の開業前には、飛騨索道という貨物専用の索道があり、重宝されていた。